# Ельнур Гусейнов
Ельнур Гусе́йнов (нар. 3 березня 1987) — азербайджанський співак, двічі представляв Азербайджан на пісенному конкурсі Євробачення. У 2008 році разом із Саміром Джавадзаде як дует «Ельнур і Самір» вони заспівали пісню «Day After Day», а у 2015 році на 60-му пісенному конкурсі «Євробачення» він виступав як сольний виконавець з піснею «Hour of the Wolf».
У 2015 році став переможцем четвертого сезону вокального телешоу «Голос Туреччини».

## Біографія

### Дитинство та юність
Гусейнов народився в Ашгабаді, Туркменістан, в родині етнічних азербайджанців. Його батько був військовослужбовцем, а мати — спеціалістка з теорії музики.
У п'ять років Ельнура зарахували до музичної школи, де він навчався гри на фортепіано.
У 1999 році сім'я переїхала до Баку, Азербайджан, де Ельнур навчався в медичному училищі і закінчив його за спеціальністю стоматолог. У 2004 році він закінчив музичний коледж імені Асафа Зейналли і вступив на курси перукаря.
Закінчивши навчання, працював в Азербайджанському театрі опери і балету та в хоровій групі Азербайджанської державної філармонії, а також співав у церковному хорі.
У 2003 році отримав першу музичну відзнаку — посів перше місце в музичному конкурсі «Співай свою пісню», який транслювався на азербайджанському телеканалі Lider TV.

### Пісенний конкурс Євробачення 2008
Ельнур Гусейнов і Самір Джавадзаде були обрані представляти Азербайджан на пісенному конкурсі Євробаченні 2008. Це стало дебютом країни на пісенному конкурсі. Дует називався «Ельнур і Самір» і вони разом заспівали пісню «Day After Day». У підсумку вони пройшли у фінал, де отримали 132 бали та посіли 8 місце з 25 учасників.
Після конкурсу дует розпався.

### Подальші кар'єрні кроки
У грудні 2009 року Ельнур Гусейнов оголосив про намір назавжди переїхати в Україну, щоб продовжити свою музичну кар'єру.
У червні 2010 року Ельнур Гусейнов виконав партію Феба в мюзиклі «Нотр-Дам де Парі», який показали в палаці Гейдара Алієва.
У жовтні 2010 року він подав заявку на представлення Азербайджану на Євробаченні 2011, але не брав участі в півфіналі, за винятком епізодичної ролі в одному з виступів півфіналістки Діани Гаджієвої.
Пізніше Ельнур Гусейнов працював вокалістом у Азербайджанській державній філармонії.

### Голос Туреччини
У 2014 році Гусейнов під час візиту в Стамбул подав заявку на участь у 4-му сезоні турецької версії телепроєкту «Голосу» (тур. O Ses Türkiye). Під час сліпого прослуховування, а також на 19-й сесії, яка транслювалася 1 грудня 2014 року на турецькій станції TV8, він заспівав пісню «Latch» британського дуету Disclosure та Сема Сміта. Усі четверо суддів розвернули свої крісла. За наполяганням суддів і глядачів він також виконав на своєму прослуховуванні п'ять додаткових традиційних і поп-мелодій, включаючи «Sweet Dreams (Are Made of This)» гурту Eurythmics та «Aşk» турецької поп-співачки Сертаб Еренер
Суддя Гекхан Озогуз вийшов на сцену, щоб заспівати разом із учасником у своєму останньому виконанні на прослуховуванні. Завдяки захопленим коментарям і коментарям усіх суддів він вирішив бути в команді судді Ебру Гюндеш.
Ельнур був фаворит протягом усього сезону, а 18 лютого 2015 року став переможцем четвертого сезону турецької версії телепроєкту «Голосу» (тур. O Ses Türkiye).
Його виступи за сезон:
- 1 грудня 2014: Сліпе прослуховування: пісня «Latch». Усі четверо суддів повернули крісла. Обрав команду Ебру Гюндеш.
- 30 грудня 2014: раунд поєдинку: пісня «Stayin' Alive» проти Юміта Ортача. Був врятований журі.
- 21 січня 2015: раунд один на один: пісня «Golden Eye» проти Шерміна Озлема Турхана. Перейшов у наступний етап.
- 4 лютого 2015 року: перехресні матчі: пісня «Get Lucky» проти Седи Іїн. Перейшов у наступний раунд з рахунком 56-44
- 11 лютого 2015: Прямий ефір 1: «Симфонія екзогенезу, частина 1» проти Сарпера Арди Аккая та Джейди Теземір. Переміг шляхом публічного голосування та увійшов до вісімки фіналістів.
- 17 лютого 2015: чвертьфінал — перша пісня: «Yalgızam» (далі пройшли 6 учасників)
- 17 лютого 2015: півфінал — друга пісня: «Vur Yüreğim» (у сеперфінал пройшли 4 учасники)
- 18 лютого 2015: суперфінал (чотири учасники)
  - Перша частина: «O Sole Mio» та «Aşk» — У фіналі 3 — Зео Джавід з команди Хадіса вибув.
  - Друга частина: «Latch» — У фіналі 2 — вибув Емрах Гюллю з команди Гюкан.
  - Третя частина: " Latch " — став переможцем сезону, а Кая Аслантепе з команди Гюкан посіла друге місце.

### Пісенний конкурс Євробачення 2015
Ельнур Гусейнов вдруге представляв Азербайджан на пісенному конкурсі Євробаченні 2015 з піснею «Hour of the Wolf». У фіналі він посів 12-те місце.